# Galen Stucky

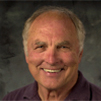
Galen Stucky

Galen D. Stucky (17 de diciembre de 1936, McPherson, Estados Unidos) es un químico estadounidense especializado en materiales inorgánicos; estudió Química en el McPherson College, de donde se graduó en 1957. Realizó el doctorado en la Universidad Estatal de Iowa. Ha sido profesor en la Universidad de Illinois y la Universidad de California en Santa Bárbara. Se ha destacado por su trabajo de investigación de los materiales mesoporosos ordenados, como SBA-15, un tipo de sílice con aplicaciones en la biofarmacología. Ganó el premio Príncipe de Asturias en 2014, en el área de Investigación Científica y Técnica.